# Dino Dini's Soccer
Dino Dini's Soccer è la conversione del videogioco di calcio Goal! per console Mega Drive e Super Nintendo. Il gioco, pur essendo ispirato alle versioni Amiga e Atari ST, comprende parecchie migliorie tecniche e grafiche rispetto al predecessore.